# دونوفان ارين
دونوفان ارين (بالإنجليزية: Donovan Warren)‏ هو لاعب كرة قدم أمريكية أمريكي، ولد في 31 يناير 1989 في لونغ بيتش في الولايات المتحدة.

## وصلات خارجية
- دونوفان ارين على موقع مرجع كرة القدم المحترفة.كوم (الإنجليزية)